# Swietłana Zacharowa
Swietłana Zacharowa (ros. Светлана Захарова; ur. 10 czerwca 1979 w Łucku) – rosyjska artystka baletu, primabalerina Teatru Bolszoj w Moskwie.
Pierwsze kontakty z tańcem ludowym miała już jako sześciolatka, a w wieku 10 lat rozpoczęła naukę w Państwowej Szkole Baletowej w Kijowie, gdzie jej nauczycielką tańca klasycznego była Waleria Sulegina. Już jako uczennica wykonywała z powodzeniem takie partie baletowe jak Księżniczka Florina ze Śpiącej królewny i wariacja z Pas de deux Czajkowskiego w choreografii George'a Balanchine'a.
Po 6 latach nauki w Kijowie przeniosła się do Rosyjskiej Akademii Baletu im. Agrippiny Waganowej w Sankt Petersburgu (na ostatnie 3 lata nauki). Jej nauczycielką była tam Jelena Jewtiejewa (dawna primabalerina Leningradzkiego Państwowego Akademickiego Teatru Opery i Baletu im. S. M. Kirowa). Już w tamtym okresie zatańczyła na scenie Teatru Maryjskiego takie partie jak: jeden z Cieni w Bajaderze, Klarę w Dziadku do orzechów i Umierającego łabędzia Michaiła Fokina.
W czerwcu 1996 roku ukończyła  Akademię i związała się z baletem Teatru Maryjskiego, gdzie trafiła pod opiekę pedagogiczną Olgi Mojsiejewej, co pozwoliło się jej w pełni rozwinąć jako solistce. 
Od 2003 roku jest primabaleriną Teatru Bolszoj w Moskwie.
Repertuar:
- Klara w Dziadku do orzechów
- Kitri w Don Kichocie
- Księżniczka Aurora i Księżniczka Florina w Śpiącej królewnie
- Odetta-Odylia w Jeziorze łabędzim
- Medora i Gulnara w Korsarzu
- Maria w Fontannie Bachczysaraju
- Nikija w Bajaderze
- tytułowa rola w Giselle
- tytułowa rola w Manon
- tytułowa rola w Kopciuszku
- Julia w Romeo i Juli
- Zobeida w Szeherezadzie
- i wiele innych

Występuje gościnnie w :
- New York City Ballet
- American Ballet Theatre
- Balet Opery Paryskiej
- Teatro alla Scala
- English National Ballet
- New National Theatre Ballet w Tokio
- i w innych teatrach świata